# Аугустово (Подляское воеводство)
Аугусто́во (пол. Augustowo) — деревня в Бельском повете Подляского воеводства Польши. Входит в состав гмины Бельск-Подляски. Находится примерно в 4 км к западу от города Бельск-Подляски. По данным переписи 2011 года, в деревне проживало 520 человек.
Деревня впервые упоминается в 1576 году. Название получила в честь короля Сигизмунда II Августа.
В деревне имеется деревянная православная церковь Иоанна Богослова, построенная в 1870—1876 годах.

## Галерея

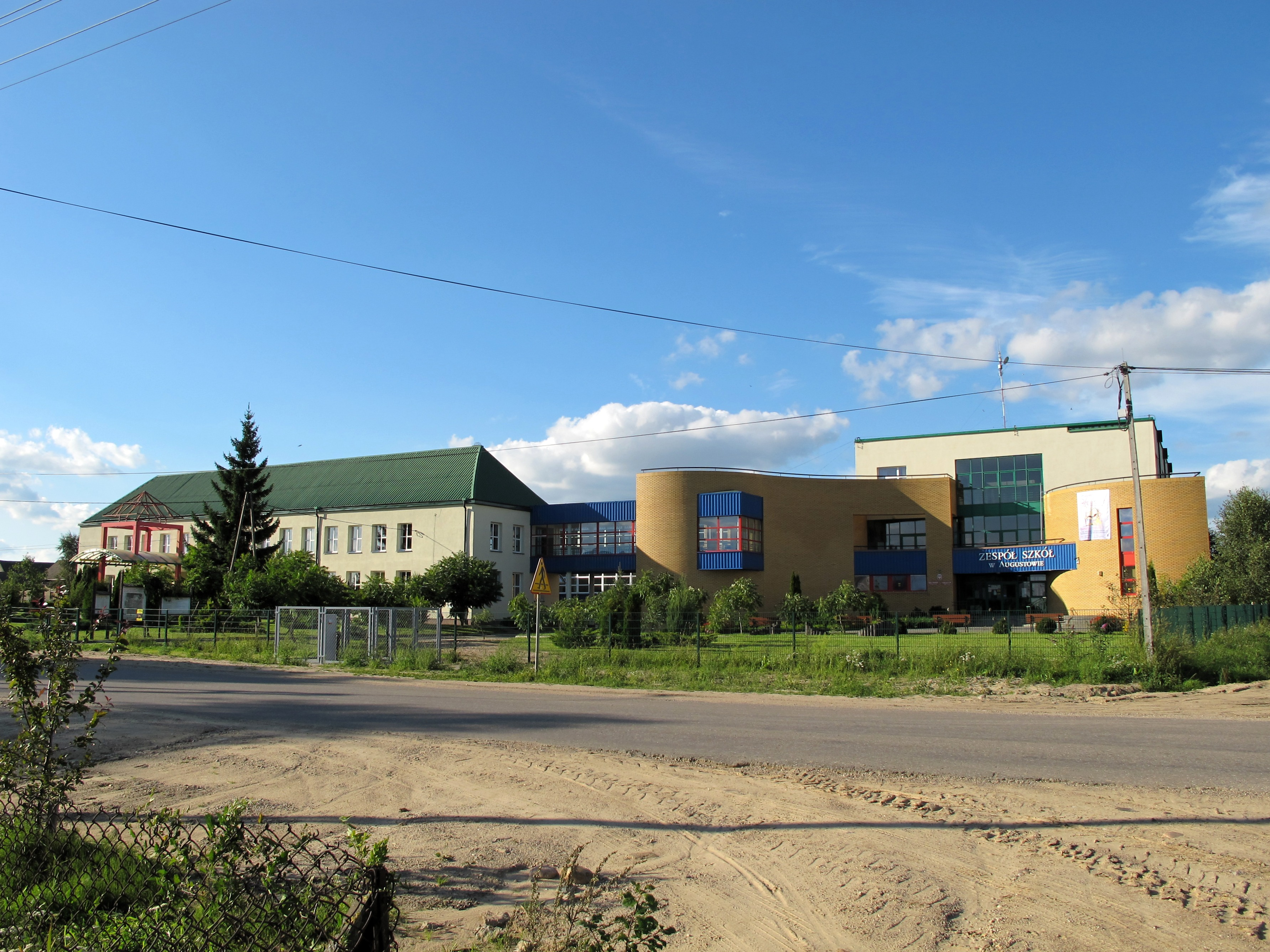
Школа
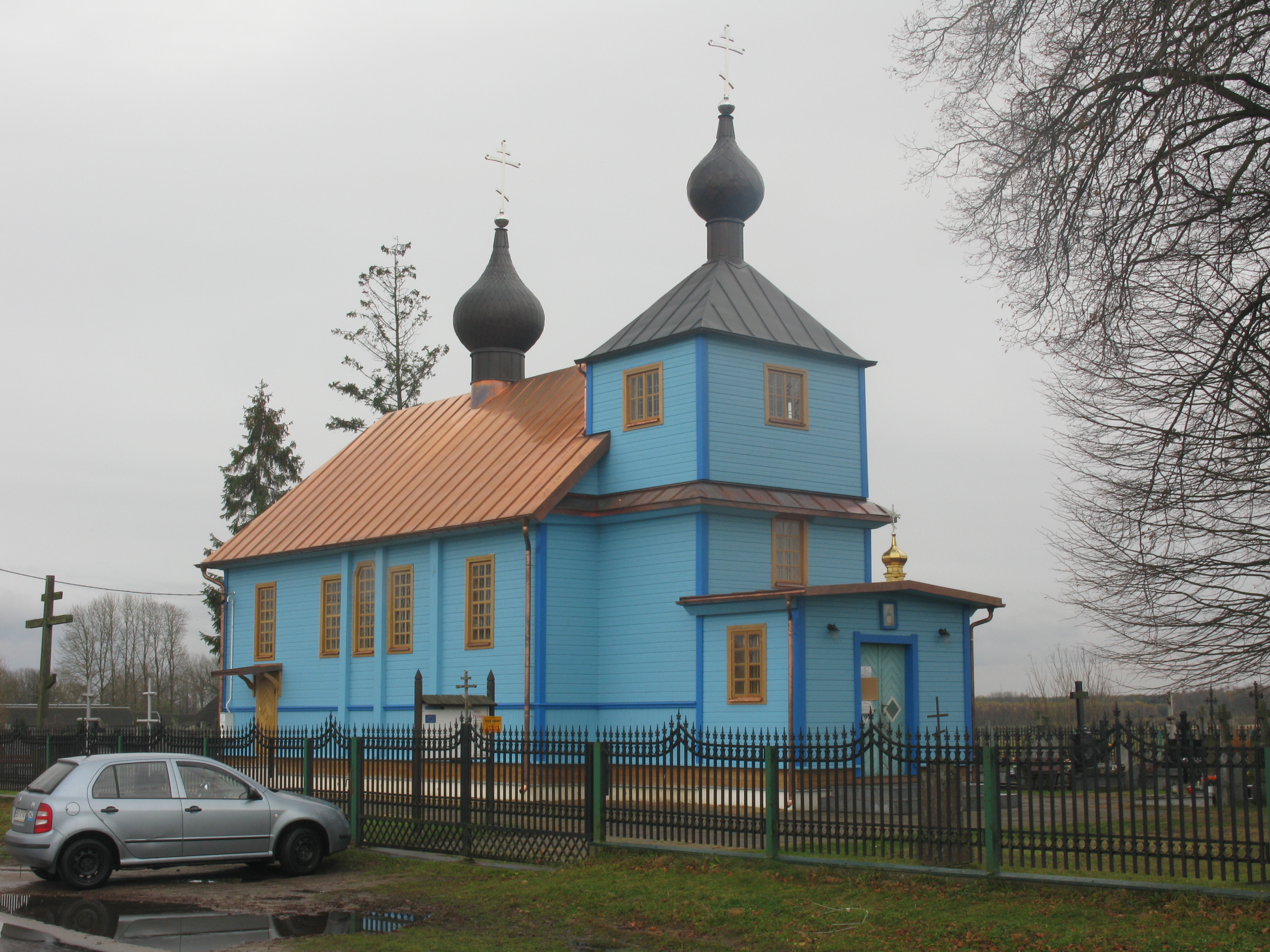
Церковь Иоанна Богослова
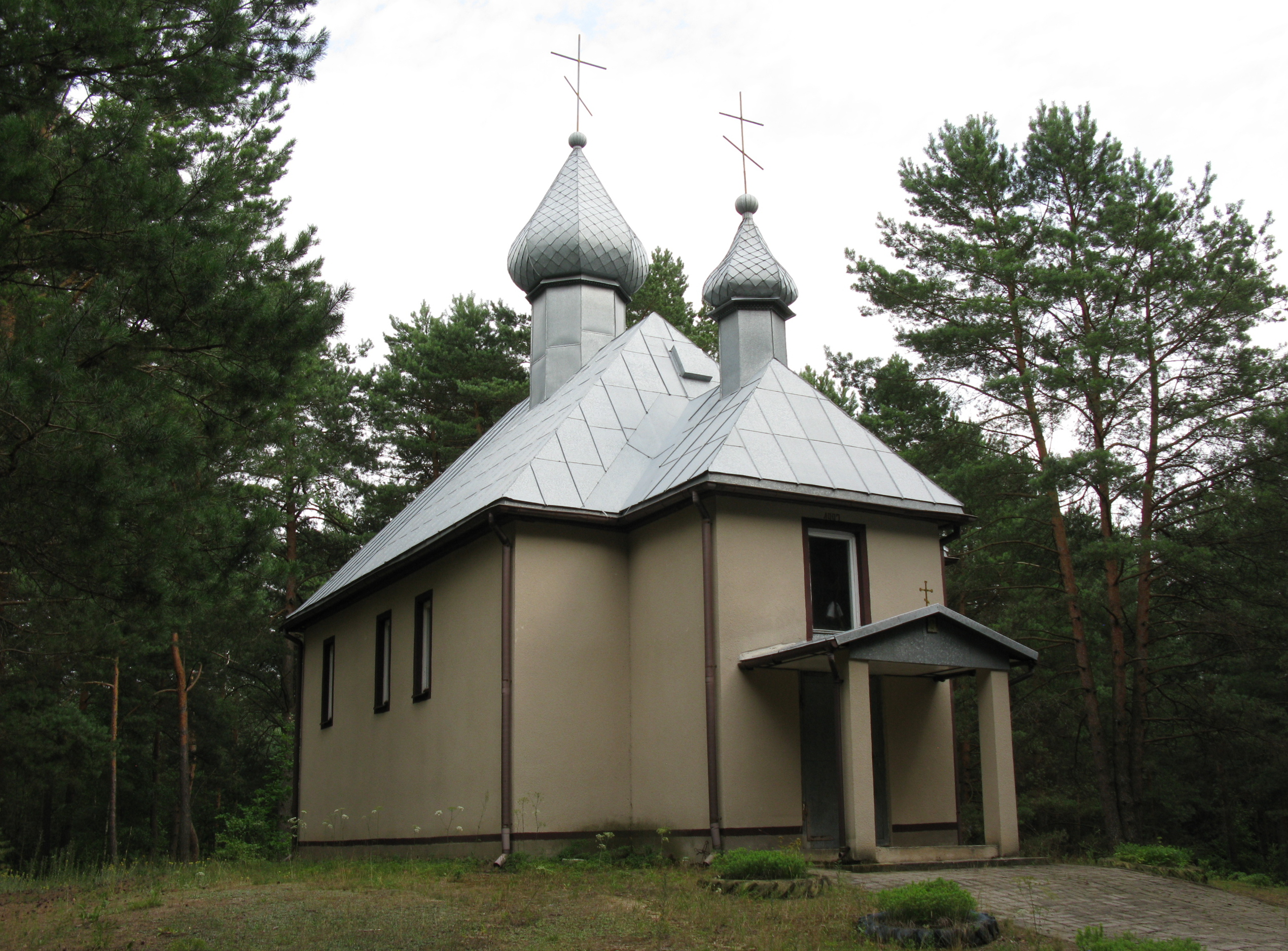
Часовня св. Пантелеймона
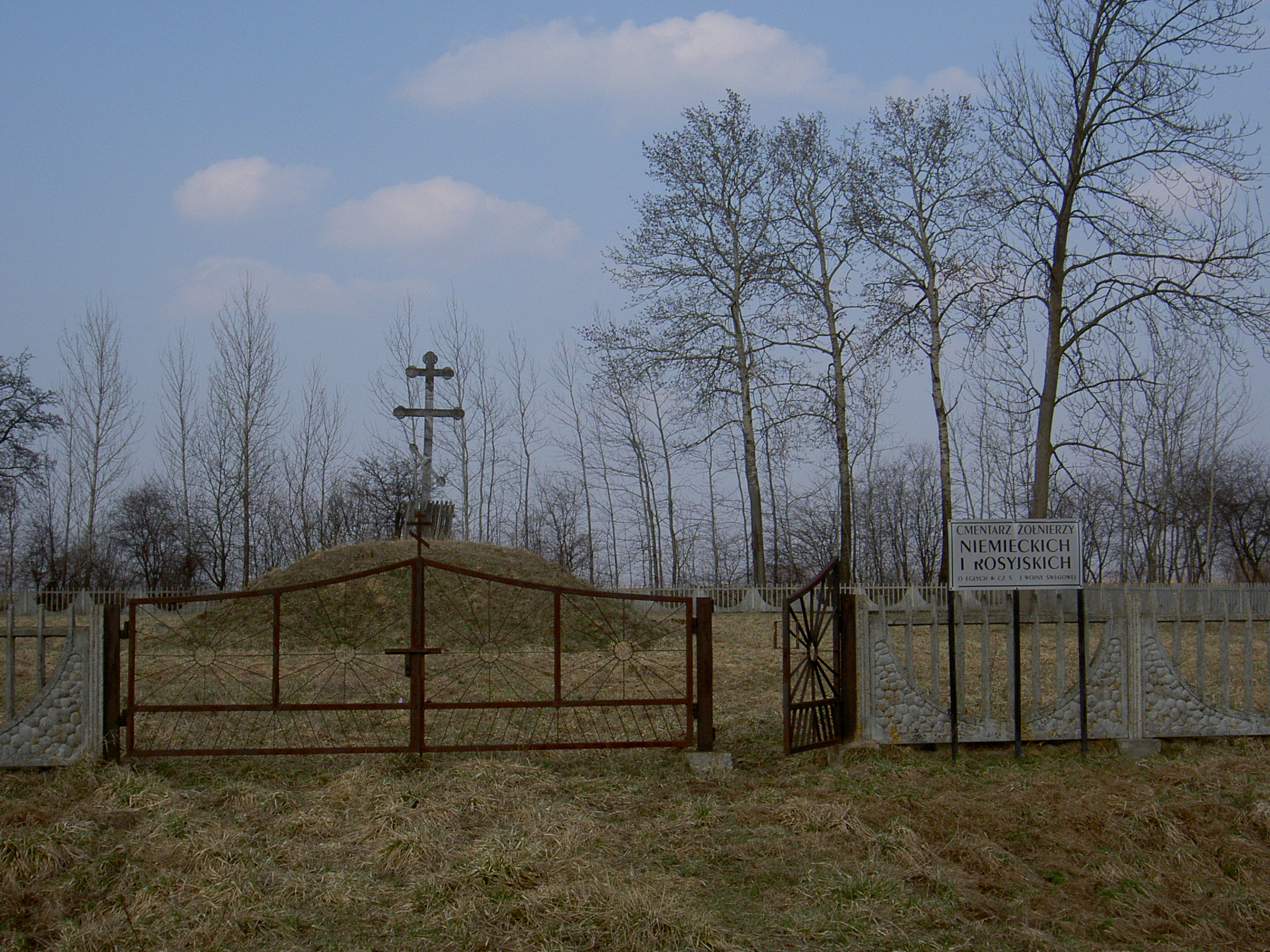
Воинское кладбище Первой мировой войны